# Confessions on a Dance Floor
Confessions on a Dance Floor je studijski album pop pevke Madonne. Izšel je 11. novembera leta 2005. Madonna je po celem svetu prodala več kot 12.000.000 le-teh.

## Seznam skladb
1. Hung Up
2. Get Together
3. Sorry
4. Future Lovers
5. I Love New York
6. Let it Will Be
7. Forbidden Love
8. Jump
9. How High
10. Isaac
11. Push
12. Like it or Not